# NGC 98
NGC 98 је спирална галаксија у сазвежђу Феникс која се налази на NGC листи објеката дубоког неба.
Деклинација објекта је - 45° 16' 6" а ректасцензија 0h 22m 49,3s. Привидна величина (магнитуда) објекта NGC 98 износи 12,6 а фотографска магнитуда 13,4. NGC 98 је још познат и под ознакама ESO 242-5, PGC 1463.